# Beach volley ai II Giochi olimpici giovanili estivi
Le gare di beach volley ai II Giochi olimpici giovanili estivi sono state disputate al Nanjing Olympic Sports Center di Nanchino dal 17 al 27 agosto 2014. Il beach volley ha fatto quindi il suo debutto ai Giochi olimpici giovanili, sostituendo la pallavolo, che aveva fatto parte del programma di Singapore 2010.

## Podi
| Evento               | Oro                                                    | Argento                                | Bronzo                                   |
| Maschile (dettagli)  | Russia Oleg Stoyanovskiy Artem Iarzutkin               | Venezuela Rolando Hernandez Jose Gomez | Argentina Leandro Aveiro Santiago Aulisi |
| Femminile (dettagli) | Brasile Eduarda Santos Lisboa Ana Patricia Silva Ramos | Canada Megan McNamara Nicole McNamara  | Germania Sarah Schneider Lisa Arnholdt   |